# Michał Kamieński (astronom)
Michał Kamieński (ur. 24 listopada 1879 w Dembrówce, gubernia mohylewska, zm. 18 kwietnia 1973) – polski astronom, specjalista mechaniki nieba.

## Życiorys
Jego rodzicami byli Michał (właściciel ziemski) i Irena Bojakow. Ukończył w 1898 gimnazjum klasyczne w Pskowie. W latach 1898–1903 studiował na wydziale matematyczno–fizycznym Uniwersytetu w Petersburgu, gdzie uzyskał tytuł kandydata nauk. Od 1903 do 1908 roku pracował w Głównym Obserwatorium Astronomicznym w Pułkowie pod Sankt Petersburgiem. Początkowo zajmował się obliczeniami ruchu komety Enckego, a także badaniami astrometrycznymi. W 1907 roku podjął się samodzielnych badań komety 14P/Wolf, stając się po latach wybitnym znawcą tej właśnie komety. W 1908 otrzymał stypendium Petersburskiej Akademii Nauk. W 1910 uzyskał rosyjski stopień magistra (równoważny habilitacji) astronomii i geodezji na Uniwersytecie Petersburskim. 
W 1909 roku Michał Kamieński rozpoczął służbę w Rosyjskiej Marynarce Wojennej. Najpierw był kierownikiem Izby Instrumentalnej w porcie Cesarza Aleksandra III w Lipawie (1909–1913). Następnie założył i był kierownikiem (1914–1919) Obserwatorium Morskiego we Władywostoku (sporządzał tam mapy synoptyczne dla wschodniej Syberii). W roku 1919 otrzymał list od Tadeusza Banachiewicza wzywający do powrotu do Polski. Aby zebrać fundusze na powrót przeniósł się do Japonii, gdzie w latach 1920–1922 służył w Cesarskiej Marynarce Wojennej w Tokio. Opracował tam tablice astronomiczne dla wyznaczania czasu i szerokości geograficznej. W 1922 roku przyjechał do obserwatorium Uniwersytetu Jagiellońskiego, a 29 marca 1923 roku przeniósł się na Uniwersytet Warszawski, gdzie został mianowany profesorem astronomii i zarazem dyrektorem Obserwatorium Astronomicznego. Funkcję tę pełnił do września 1945 roku.
Praca naukowa Michała Kamieńskiego polegała na prowadzeniu rachunków kometarnych i wyliczaniu wpływu perturbacji planet gazowych na trajektorię komet, w tym przede wszystkim: 14P/Wolf, Halleya i Enckego. Zajmował się też wyliczaniem orbit komet wstecz przed ich odkryciem. W uznaniu jego zasług na tym polu w 1927 roku został członkiem Royal Astronomical Society w Londynie. Został również korespondentem Polskiej Akademii Umiejętności i członkiem Towarzystwa Naukowego Warszawskiego. Pod koniec lipca 1932 został wybrany członkiem zarządu Towarzystwa Polsko-Japońskiego. 
W 1935 roku zaangażował się w organizowanie prac nowoczesnego obserwatorium astronomicznego i meteorologicznego na szczycie Pop Iwan w Czarnohorze (obecnie Ukraina). Okres II wojny światowej spędził, kontynuując pracę w warszawskim obserwatorium astronomicznym, które działało (tak samo jak obserwatoria w Krakowie i Lwowie), pomimo że Uniwersytet Warszawski został zamknięty przez władze okupacyjne. Był świadkiem spalenia przez Niemców budynku obserwatorium warszawskiego. We wrześniu 1945 roku został odsunięty od kierowania obserwatorium na skutek procesu dyscyplinarnego wytoczonego mu za działalność w czasie wojny. W lutym 1948 roku komisja ministerialna uznała go winnym niektórych z zarzutów i ukarała przeniesieniem w stan spoczynku. W latach pięćdziesiątych współpracował z Sekcją Komet Zakładu Astronomii Polskiej Akademii Nauk. Po wojnie do 1963 roku przebywał w Krakowie, a po powrocie do Warszawy przez 10 lat prowadził z uczniami rachunki kometarne. W 1971 roku Polskie Towarzystwo Miłośników Astronomii (którego przynajmniej od stycznia 1923 roku był członkiem, a przez 14 lat prezesem) przyznało mu Złotą Odznakę Towarzystwa.
W ostatnich dekadach życia zajmował się również pseudonauką; w 1956 roku ukazał się jego artykuł dowodzący, że Atlantyda uległa zagładzie w 9541 r. p.n.e. za sprawą uderzenia w Ziemię odłamka komety Halleya.
Zmarł 18 kwietnia 1973 roku po upadku na ulicy. Pochowany został w Brwinowie obok żony Marii Kamieńskiej (zmarłej w czasie powstania warszawskiego).
W 2021 roku nazwaną jego imieniem ulicę w Brwinowie.